# Марсель Берешоає
Марсель Берешоає (рум. Marcel Beresoaie; 15 квітня 1964 — † 1 листопада 2007) — румунський боксер, призер чемпіонату Європи.

## Спортивна кар'єра
На чемпіонаті Європи 1991 Марсель Берешоає переміг двох суперників, а у півфіналі програв Петеру Звезерійнену (Нідерланди).
На чемпіонаті світу 1991 програв в другому бою.
1998 року дебютував на професійному рингу в Австралії, де провів чотири боя. Потім повернувся в Румунію і протягом 2000—2005 провів ще шість боїв.
1 листопада 2007 року помер від злоякісної пухлини.